# Dickdaumenfledermäuse
Dickdaumenfledermäuse (Glischropus) sind eine Fledermausgattung aus der Familie Glattnasen (Vespertilionidae). Es gibt fünf Arten, die in Südostasien vorkommen.
- Glischropus aquilus kommt auf Sumatra vor, hat ein dunkelbraunes Fell und fast schwarze Ohren.[2]
- Glischropus bucephalus aus Indochina.[3]
- Glischropus javanus lebt endemisch auf Java.[4]
- Glischropus meghalayanus wurde erst 2022 im nordostindischen Bundesstaat Meghalaya entdeckt.[5]
- Das Verbreitungsgebiet von Glischropus tylopus reicht von Myanmar, Laos und Vietnam über die Malaiische Halbinsel, Sumatra und Borneo bis zu den westlichen Philippinen. Eine kleine Population kommt auf den Bacan-Inseln vor.[4]

Die Arten sind mit einer Kopf-Rumpf-Länge von etwa 40 mm, einer Unterarmlänge von 28 bis 35 mm sowie einem Gewicht von 3,5 bis 4,5 g kleine Vertreter der Familie. Der Schwanz ist 32 bis 40 mm lang. Oberseits hat das Fell eine rotbraune bis schwarze Farbe, die Unterseite ist meist heller. Namensgebendes Merkmal sind die dicken Ballen an Daumen und Füßen, die stärker als bei den Zwergfledermäusen (Pipistrellus) ausgeprägt sind. Im Vergleich mit den Bambusfledermäusen (Tylonycteris) ist der Tragus am Ohr länger und spitzer.
Die Lebensweise der Dickdaumenfledermäuse ist stark mit Bambus verknüpft. Sie ruhen meist in ausgehöhlten Bambusstängeln. Weitere Ruheplätze sind Felsspalten und Bananenblätter. Diese Fledermäuse fressen Insekten.
Die Weltnaturschutzunion (IUCN) listet Glischropus tylopus als nicht gefährdet (Least Concern) und Glischropus javanus mit Datenmangel (Data Deficient).